# 古浪河
古浪河，位于中国甘肃省西部的一条内流河，上游称黄羊川，发源于天祝藏族自治县西大滩镇以南的祁连山支脉乌鞘岭毛毛山北麓，蜿蜒向北流经西大滩镇，进入古浪县后转西流，经黄羊川镇、曹家湖水库、十八里堡乡，在古浪峡峡谷中的香林寺附近转东北流，于县城古浪镇城区以南出山口，继续东北流经县城东郊、泗水镇、土门镇等地，之后地表径流消散，地下径流汇集穿越长城，沿腾格里沙漠南缘向西北流，于武威市凉州区长城镇红水村东南出露，与武威盆地的渗流汇合而成红水河（洪水河）源流。全长137千米，出山口以上河长60千米，集水面积877平方千米，年均径流量7280万立方米。
2020年古浪县人民政府公布的古浪河管理范围，起自黄羊川镇石门山村，终点位于永丰滩镇六墩村（不含曹家湖水库），拟划河流长度约69.24公里。